# Peceli Gale
Peceli Gale (* 27. Juni 1957 in Nadi) ist ein ehemaliger fidschianischer Rugbyspieler. Er nahm 1987 mit der fidschianischen Rugby-Union-Nationalmannschaft an der Rugby-Union-Weltmeisterschaft teil.